# Großsteingrab Sietow
Das Großsteingrab Sietow war eine megalithische Grabanlage der jungsteinzeitlichen Trichterbecherkultur bei Sietow im Landkreis Mecklenburgische Seenplatte (Mecklenburg-Vorpommern). Es wurde im 19. Jahrhundert zerstört. Seine genaue Lage ist nicht überliefert. Auch über Ausrichtung, Maße und Grabtyp liegen keine näheren Angaben vor. Nach Georg Christian Friedrich Lisch war es um 1843 noch gut erhalten. Bei Sietow gab es außerdem mehrere bronzezeitliche Grabhügel. In der näheren Umgebung befinden sich noch einige erhaltene Großsteingräber: Nördlich von Sietow liegt das Großsteingrab Wendhof, südwestlich das Großsteingrab Lexow.